# Emblema a la Casa del Mercader Jeroni Martí
L'emblema a la Casa del Mercader Jeroni Martí és, avui dia, a la façana de la biblioteca de Catí, a la comarca de l'Alt Maestrat. Aquest és un dels molts escuts i inscripcions que estan catalogats com bé d'interès cultural, dins del nucli antic d'aquesta localitat, el qual és a la vegada catalogat també com a BIC, des de l'any 2004, encara que ja en 1979 va ser declarat Conjunt Històric Artístic. Com a bé d'interès cultural, presenta anotació ministerial núm.: RI - 51-0011330, amb data d'anotació 22 de març de 2005, segons consta a la Direcció General de Patrimoni Artístic de la Generalitat Valenciana.
La localitat de Catí presenta un traçat urbanístic caracteritzat per mantenir-se pràcticament intacte des d'època medieval, la qual cosa li permet tenir una de les millors mostres d'edificis gòtics de caràcter senyorial. Al llarg dels carrers del seu cas antic ens podem trobar amb excepcionals exemples d'aquest tipus de construccions, algunes de les quals decoren les seves façanes amb escuts i emblemes que demostraven el poder econòmic, polític o simplement social dels propietaris i habitants d'aquestes. Són exemples d'aquest tipus de construccions, les cases de mercaders com Jerónimo Martí, Matías Roca, Antonio Mateu, Casa dels Miralles, Casa dels Montserrat i Casa de Joan Espígol entre d'altres.